# Acrocyrtidus auricomus
Acrocyrtidus auricomus là một loài bọ cánh cứng trong họ Cerambycidae.